# Martin Höchstädter
Martin Höchstädter (* 1. März 1883 in München; † 12. Juni 1973 in Pully) war ein deutscher, nach seiner Emigration liechtensteinischer, Ingenieur. Er war ein international bekannter Kabelfachmann und Erfinder des H-Kabels, eine spezielle Form eines Hochspannungskabels.

## Leben und Wirken
Martin Höchstädters Eltern, Heinrich Höchstädter (1846–1891) und Emma (* 1861; geb. Wormser) waren jüdische Kaufleute. Von 1902 bis 1906 studierte er Maschinenbau und Elektrotechnik an der Technischen Hochschule Stuttgart, wo Höchstädter im Anschluss bis 1907 Assistent von Professor Wilhelm Dietrich (1852–1930) war. Nach verschiedenen Stellen ging er 1909 zum Siemens-Schuckert-Kabelwerk Berlin.
Im Jahr 1910 veröffentlichte Martin Höchstädter als erster Messungen über die dielektrischen Verluste in Kabeln.
Kurz vor Ausbruch des Ersten Weltkriegs machte er eine Studienreise in die Vereinigten Staaten und arbeitete ab diesem Zeitpunkt als selbständiger Ingenieur. Hier meldete Höchstädter im Jahr 1913 sein Patent über glimmfreie Hochspannungskabel (US-Patent 1,199,789) an, später auch in Deutschland (DRP 288 446). Eine metallisierte Abschirmung auf den einzelnen Adern-Isolierungen bewirkt eine radiale Ausrichtung des elektrischen Feldes. Die Isolierung wird damit im Vergleich zum Gürtelkabel wesentlich geringer beansprucht und es wurden damit Spannungen von mehr als 20 kV möglich.
Ab 1921 hatte Höchstädter sein Büro in Den Haag. Hier erfand er einen Kabelschutz, der im Fehlerfall ein selektives Abschalten der Strecke bewirkt.
Ab 1925 war er in Brüssel. Im Jahr 1926 erfand Höchstädter das Druckkabel, um die bei Belastungsschwankungen entstehenden Hohlräume in der Isolierung zu verhindern. In diesen Hohlräumen fanden Glimmentladungen statt. 1931 wurde im Osten Londons die erste Strecke mit 66 kV verlegt und Martin Höchstädter wurde von der Royal Society of Arts London mit einer Silbermedaille ausgezeichnet.
Am 2. Mai 1933 erwarb er die Staatsbürgerschaft in Liechtenstein, ab 1940 lebte er in Kalifornien, ab 1948 in Tanger (Marokko) und ab 1964 in Pully am Genfersee.